# Leucania combinata
Leucania combinata är en fjärilsart som beskrevs av Walker 1856. Leucania combinata ingår i släktet Leucania och familjen nattflyn. Inga underarter finns listade i Catalogue of Life.